# 吳昌時
吳昌時（1594年—1643年），字來之，號竹亭，又號鴛湖主人，苏州府吴江县籍浙江嘉兴縣人。明末政治人物。

## 生平
天啟四年（1624年），與郡中名士張、楊廷樞、楊彝、顧夢麟、朱隗等十一人組織復社。崇禎三年（1630年）庚午科應天鄉試第七十四名舉人。崇禎七年（1634年）中甲戌科三甲第三名進士，工部觀政後，本年六月授行人司行人，十二年升禮部祠祭司主事，十三年升精膳司员外郎，养病回籍。十五年补儀制司郎中，十六年升吏部文选司郎中。
崇禎十年（1637年）薛國觀因收受吳昌時的賂金，事發被彈劾免職，最終自盡死。昌時後依附周延儒，崇禎十四年（1641年）二月，经张溥、吴昌时的竭力策划，周延儒任相，昌時為文選郎中。昌時與董廷獻狼狽為奸，把持朝政。最後吴昌时用药毒害張溥，“以一剂送入九泉”。亲家徐汧見昌时结怨太多，料定必定遭祸。祁彪佳首劾吴昌时紊制弄权，随意将御史外调。御史蔣拱宸彈劾吳昌時贓私巨萬，牵连周延儒，給事中曹良直亦劾周延儒十大罪，朝廷遂削周延儒之职，遣锦衣卫逮其入京受审。昌時百般辯解，稱“祖宗之制，交結內侍者斬，法極森嚴，臣不才，安敢犯此？”崇祯帝親自審問吳昌時，命用刑打斷了吳的小腿，閣臣蒋德璟、魏藻德奏道：“殿陛之间无用刑之例，伏乞将昌时付法司究问。”崇祯帝怒批：“此辈奸党，神通彻天，若离此三尺地，谁敢据法从公勘问者！”二阁臣奏道：“殿陛用刑，實三百年來未有之事！”崇祯帝說：“吳昌時這廝，亦三百年未有之人。”二臣哑口无言。
崇禎十六年（1643年）冬十一月，吳昌時被斬首示眾。方以智撰《哀吴江》诗悼之。

## 家族
曾祖吴崑，嘉靖戊戌進士，官严州知府。祖吴邦荣，赠文林郎修武知县。父吴翼，举人，修武知县，赠奉直大夫工部都水司员外郎。